# كاميرات مراقبة لاسلكية

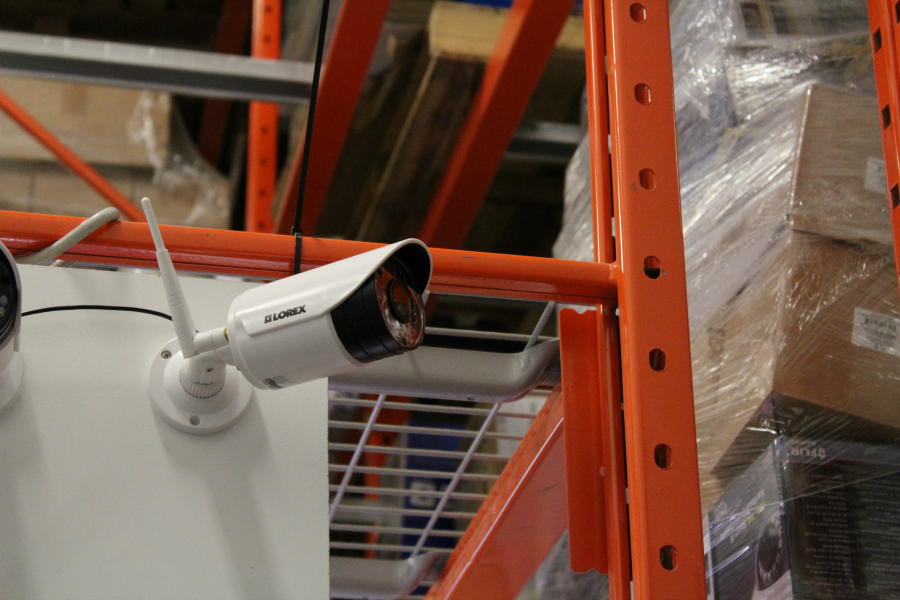
كاميرا مراقبة لاسلكية

كاميرات المراقبة اللاسلكية هي نوع من كاميرات المراقبة التي تستخدم تقنية الاتصال اللاسلكي، يتم توصيلها بدون أسلاك، وتعمل بإشارة لاسلكية أو عن طريق الواي فاي. وهي من أحدث كاميرات المراقبة التي ظهرت في الآونة الأخيرة مستخدمة التكنولوجيا الحديثة في الاتصالات.

## المزايا
تتميز كاميرات المراقبة اللاسلكية بعدة مميزات
- لا تستخدم الأسلاك  في تقنيتها.
- ضمان عدم قطع الإشارة عن طريق قطع الأسلاك أو تلفها.
- فائقة الوضوح من ناحية البث الحي للفيديو.
- يمكنك مشاهدتها وأنت في أي مكان بعيدا عن المكان الذي تم تركيبها فيه عن طريق هاتفك الشخصي أو جهاز اللاب أو التابلت كما يمكنك التحكم بها عن بعد.

## أنواع

### التناظرية اللاسلكية
التناظرية اللاسلكية هي انتقال الإشارات الصوتية والفيديو باستخدام ترددات الراديو. عادة، اللاسلكية التناظرية لديها مجموعة نقل حوالي 300 قدم (91 مترا) في الفضاء المفتوح. والجدران، والأبواب، والأثاث وتقليل هذا النطاق.

#### المزايا
وتشمل المزايا:
- فعالة من حيث التكلفة.
- استقبال متعدد في الكاميرا: إشارة من كاميرا واحدة يمكن التقاطها من قبل أي جهاز استقبال.

#### سلبيات
- عرضة للتدخل من الأجهزة المنزلية الأخرى، مثل الميكروويف، والهواتف اللاسلكية، وأجهزة تحكم لعبة فيديو، والموجهات.
- لا مؤشر قوة الإشارة: لا يوجد تنبيه بصري مما يدل على قوة الإشارة الخاصة بك.
- عرضة للاعتراض: لأن اللاسلكية التناظرية يستخدم تردد ثابت، فمن الممكن للإشارات أن يتم التقاطها من قبل أجهزة الاستقبال الأخرى.
- الاتصالات في اتجاه واحد فقط: فإنه ليس من الممكن أن المتلقي لإرسال إشارات إلى الكاميرا.

### الكاميرات اللاسلكية الرقمية
اللاسلكية الرقمية هي التي يتم إرسال الإشارات السمعية والبصرية التناظرية المشفرة كرزم رقمية عبر ترددات راديوية عالية النطاق.

### المزايا
- مجموعة نقل واسعة - عادة ما تكون قريبة من 450 قدم (مساحة مفتوحة، خط رؤية واضح بين الكاميرا والمتلقي).
- جودة عالية الفيديو والصوت.
- اتجاهين الاتصالات بين الكاميرا والمتلقي.
- إشارة رقمية يعني أنك يمكن أن تنقل الأوامر والوظائف، مثل تحول أضواء وإيقاف .
- يمكنك توصيل أجهزة استقبال متعددة بجهاز تسجيل واحد، مثل دفر الأمن.

## الاستخدامات والتطبيقات

### أنظمة أمن المباني
كاميرات مراقبة لاسلكية داخلية يتم تركيبها في المباني من الداخل وتتميز انها لا تتحمل ظروف الطقس من الحرارة الشديدة أو الأتربة أو الأمطار. تنقل تلك الكاميرا الإشارة لمسافة 100 متر.

### أنظمة أمن الخارجية
كاميرات مراقبة لاسلكية خارجية هو نوع من الكاميرات يتحمل ظروف الطقس من أشعة الشمس والمياه وغيرها من العوامل الجوية. يتم تركيبه في الأماكن المكشوفة المعرضة لتلك العوامل.

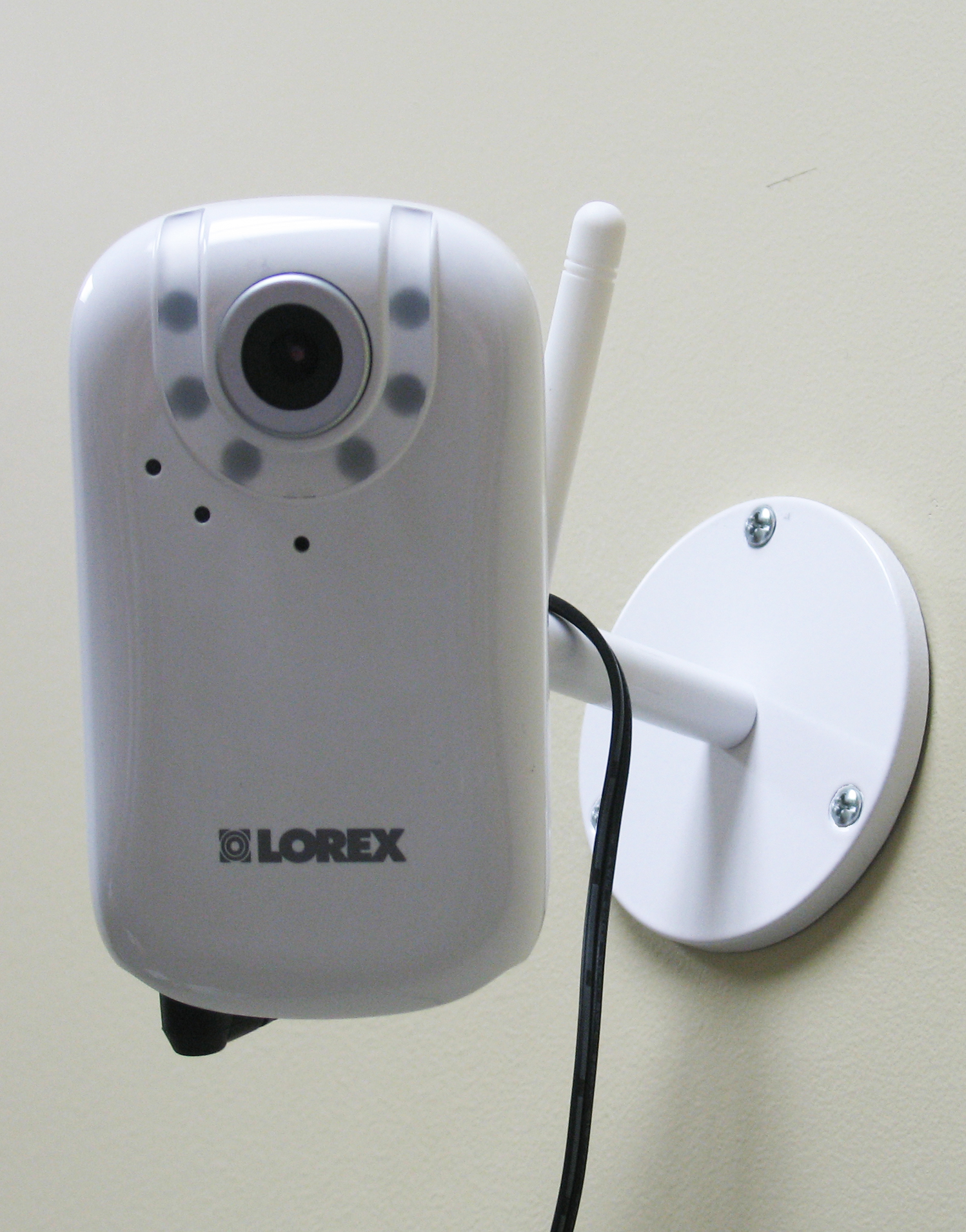

تصل الإشارة لهذا النوع من 1كيلومتر إلى 2 كم حسب جهاز الإرسال.